# Blue Star Paper

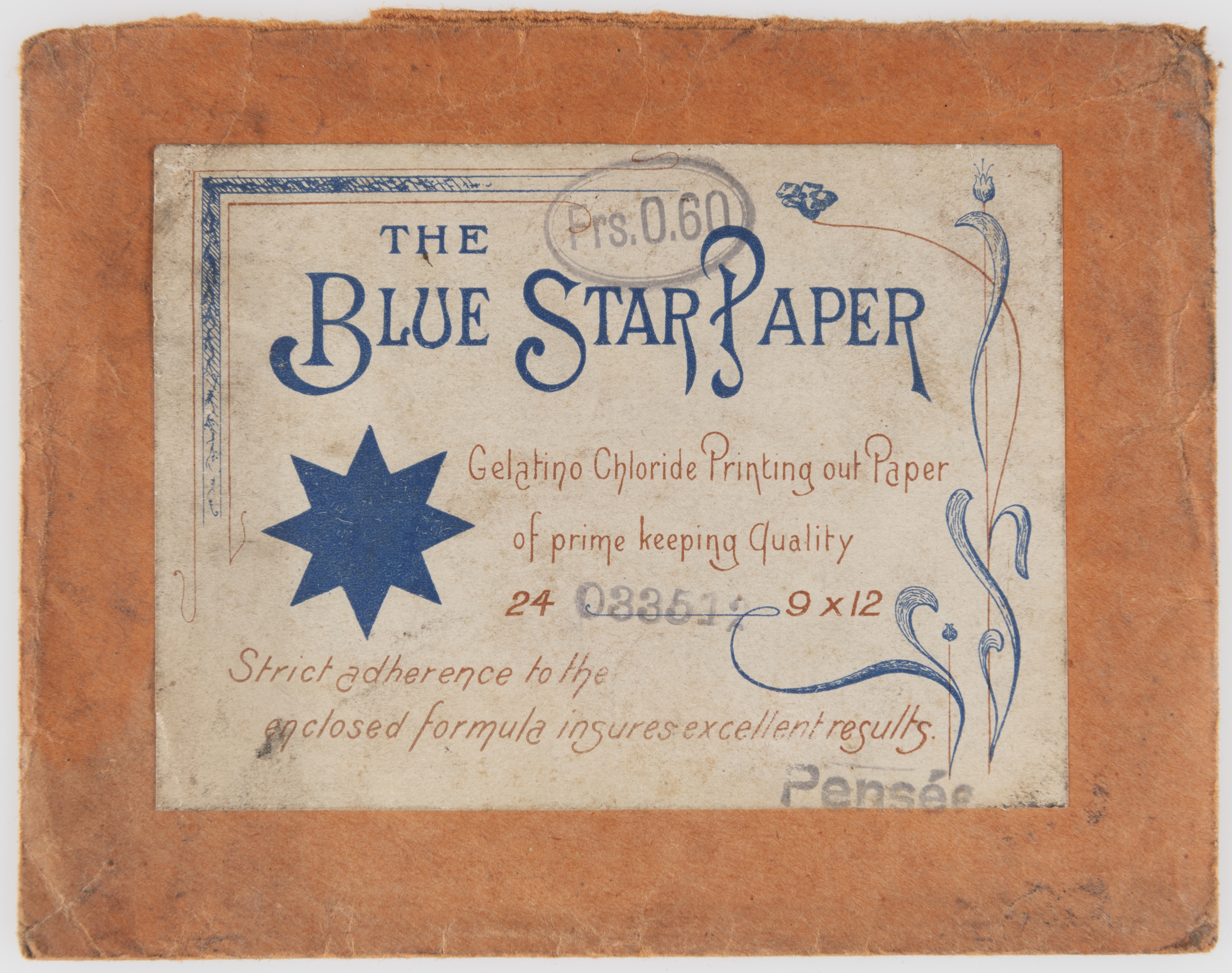
Verpakking fotopapier Blue Star Paper, geproduceerd door Agfa-Gevaert, collectie FOMU Fotomuseum Antwerpen, F 63 190 r

Blue Star Paper is een soort fotopapier dat ontwikkeld werd door Gevaert. Blue Star Paper is een gelatine-daglichtpapier. De naamgeving diende om de kwaliteit van het fotopapier tot uiting te brengen, de blauwe ster werd voor de amateurfotograaf het symbool van een gemakkelijk te verwerken fotopapier.

## Eigenschappen
Blue Star is chloorzilver-gelatinepapier dat in vier soorten bestaat: Blue Star glad, mat, wit nr 1, Blue Star glanzend pensée nr. 8, Blue Star glanzend roos nr 9 en Blue Star glanzend wit nr. 10. Voor briefkaarten zijn er slechts twee soorten: Blue Star glad, mat, wit Nr. K 1 en Blue Star glanzend pensée nr. K 8.
Het stevige papier is rijk aan zilver en heeft een grote lichtgevoeligheid zodat het snel kopieert en contrastrijke afdrukken geeft. Het papier is geschikt voor zachte negatieven op mat papier die anders flou zouden zijn. Bij normale negatieven geeft het glanzende afdrukken. Het papier was ontworpen om eenvoudig in gebruik te zijn en dus geschikt voor gebruikers zonder voorkennis. Het gewone daglicht volstaat om de foto te ontwikkelen, rollen in een bad is niet nodig. Het papier is lang houdbaar, zelfs in de heetste streken. Het werd voorgesteld als “het goedkoopste afdrukpapier in de wereld”. Voorwaarde is wel dat het papier droog en beschut tegen het licht bewaard werd.
Het Blue Star-papier zou decennialang verkocht worden en was de voorloper van de betere gelatinepapiersoorten van de firma. Vanaf 1909 duikt naast de benaming Blue Star de merknaam Relor op. Oorspronkelijk werd Relor ook beschreven als citraatpapier. In het Gevaert Handboek van 1924 werden beide papiersoorten apart behandeld.